# Valle de Markham
Valle de Markham es un área geográfica en Papúa Nueva Guinea. Es descrito como plano en todas direcciones, hasta que llega a unas montañas que lo rodean en tres de sus lados. Una carretera discurre por las tierras altas del valle. El río Markham también corre por el valle.
El valle de Markham se extiende desde la ciudad portuaria de Lae hasta el cruce de carretera de las Tierras Altas y el camino a Madang, que corre por el valle Ramu.